# Flairck
Flairck es un grupo musical de origen holandés. Creado en el año 1978 por Erik y Hans Visser, ha difundido una forma musical experimental que mezcla el folk, la música de cámara, el rock progresivo y la música tradicional holandesa, entre otros, obteniendo un sonido propio. Flairck es ampliamente conocido (como músicos de culto) en su país de origen y en Chile.
Flairck se caracteriza por el virtuosismo de sus músicos y por la gran cantidad de instrumentos en escenario. El nombre de la banda es una composición original proveniente de la palabra flair (Inglés para instinto) y vlerk (Holandés para mano o ala ágil).
En 1997 se presentaron en el Festival del Huaso de Olmué, uno de los certámenes musicales más importantes de Chile, que realza las raíces folclóricas.

## Presentaciones Actuales
A principios de 2006 Erik Visser, en colaboración con el empresario Ruud de Graaf, realiza la planeación de una gira por Holanda y Bélgica de reunión de los miembros fundadores de Flairck. Los ensayos de la segunda mitad de 2006 fueron seguidos por una gira de 60 conciertos entre enero y mayo de 2007, con Peter Weekers (flautas), Judy Schomper (violín), Hans Visser (bajo y guitarra), Annet Visser (flautas, arpa y percusión) y Erik Visser (guitarras), también con participación de tres bailarinas del grupo teatral Zenga. Flairck presentará su nuevo trabajo titulado Stoomwals' tour! en Chile en agosto del 2008.

## Discografía

### CD
- 1978 - Variaties op een dame
- 1980 - Gevecht met de engel
- 1980 - Live in Amsterdam
- 1982 - Flairck & orkest
- 1982 - Moustaki & Flairck
- 1984 - Bal masqué
- 1986 - Sleight of Hand
- 1989 - The Emigrant
- 1989 - Flairck 10
- 1990 - Alive
- 1990 - Alive (2 CD Version)
- 1992 - De Optocht
- 1992 - The Parade (De Optocht) Japanese version
- 1994 - Kamers / Chambers
- 1995 - En Vivo en Chile
- 1995 - The Chilean Concerts
- 1996 - De Gouden Eeuw
- 1996 - The Golden Age
- 1998 - Cuerpos Tocados: Music for the Body
- 1998 - 3 Originals (Remasterizado de los tres primeros discos: Variaties op een Dame, Gevecht met de Engel y Circus)
- 2000 - Symphony for the Old World
- 2004 - One Man Parade
- 2007 - Twee en twintig oeuvre cd box (Colección de 22 CD)

### LP
- 1978 - Variations on a Lady (US release)
- 1980 - Gevecht met de engel
- 1981 - Circus
- 1985 - Encore

### Sencillos
- 1981 - Circus - De overtocht (promo)
- 1983 - Flairck
- 1983 - Moustaki & Flairck Chansons
- 1984 - Tango & Les Riches
- 1986 - Walk upon Dreams
- 1986 - Trick of the Night
- 1986 - Trick of the Night 12" single
- 1989 - House of the King
- 1989 - Hé komaan (Dimitri van Toren & Flairck)
- 1989 - Sofia
- 1992 - De kunst van het...
- 1996 - The Trip

### DVD
- 2002 - Circus Hiëronymus Bosch (Flairck & Corpus)

Flairck ha editado un DVD junto con el grupo de danza y teatro Corpus entitulado Flairck & Corpus: Circus Hiëronymus Bosch, ciertamente influido por el pintor flandés Hieronymus Bosch, el Bosco. El DVD incluye once pistas instrumentales y dos canciones. Dividido en dos partes, se puede ver tanto la danza del grupo Corpus como la música de Flairck por separado o, una combinación de ambos.